# Епидемия на Киприян
Епидемия на Киприян се нарича епидемията, вероятно от едра шарка, покосила Римската империя започвайки от 250 г. по време на голямата Криза на Римската империя през 3 век. Тя все още върлува през 270 г., когато взема живота на Император Клавдий II Готски. Предполага се, че епидемията е причината за всеобщия недостиг на работна ръка в селското стопанство и войници за Римската армия през този период. Името, с което е известна сега, е дадено в почит на свети Киприян Картагенски, епископ на Картаген, раннохристиянски деец, съвременник на епидемията, дал описание в творбите си.

## Свидетелства на съвременници на епидемията
От 250 до 266 г., в разгара на епидемията, около 5000 души са умирали на ден в Рим. Биографът на Киприян, Понтий Картагенски, пише за епидемията в Картаген:
"След това избухна страшна чума, и огромното разрушение на омразната болест проникна във всеки дом, преследвайки треперещото население, отнасяйки ден след ден с внезапни атаки безброй хора, всеки от собствената му къща. Всички бяха изтръпнали, бягащи, избягващи заразата, нечестиво заразяващи собствените си приятели, сякаш отбягвайки някой, който със сигурност ще умре от заразата, човек би могъл да избегне смъртта. (хората) лежаха наоколо из целия град, не тела, а скелети на мнозинството, и съзерцавайки тези, които скоро ще станат като тях, молеха минувачите за милост. Никой не заслужаваше друго, освен жестоката си съдба. Никой не трепереше от спомена за подобни събития. Никой не причини на друг това, което той сам желаеше да изпита."
В Картаген, гоненията на „Деций Траян“ започнали в началото на епидемията, виждат в християните изкупителна жертва. Петдесет години по-късно, новопокръстеният северо-африканец Арнобий пише в защита на новата си религия от езическите обвинения:
"...че чума сполетя света след като Християнската религия възникна, и след като тя разкри мистериите на скритата тайна? Но мор, казват моите опоненти, и суша, войни, глад, скакалци, мишки и градушка и други болезнени явления, които разрушават собствеността на хората, са ни изпратени от боговете, защото те са разгневени от вашите прегрешения и престъпления." 
Киприян извежда морални аналози в своите проповеди пред християнските общини и обрисува с думи жива картина на симптомите на епидемията в есето си De mortalitate („On the Plague“): 
Епидемията все още върлува през 270 г.: по време на войните с готите, водени от Клавдий II Готски и описани в История на императорите, се съобщава, че „по време на консулството на Флавий Антиох и Вирий Орфит (през 270 г.) благоволението на небето последва успеха на Клавдий. (Защото) голямото множество оцелели от варварските племена, събрали се в Haemimontum (Стара планина) бяха така покосени от глад и мор, че Клавдий се отказа да ги покорява (повече).... през същия период, Готите се опитаха да ограбят Крит и Кипър, но навсякъде техните армии бяха покосени от епидемията и така бяха победени.“

## Епидемиологични особености
Сериозното намаление на европейската популация, причинено от двете епидемии, може да е показател, че хората са нямали имунитет или предишен сблъсък с причинителя на болестта. Историкът Уйлям Макнейл твърди, че по-раншната Чума на Антонин (166–180 г.) и Епидемията на Киприян (251–270 г.) са били причинени от първите пренесени от животните към човека болести, като това са били едра шарка и дребна шарка, не задължително в този ред. Общоприето обаче е мнението, че и двете епидемии тогава са били от едра шарка

## Последствия
Много Римски официални лица са обвинявали за епидемията ранните християни. Въпреки това, заплахата от неизбежната смърт от болестта и непоколебимата убеденост сред много от християните пред нейното лице, печелят много нови последователи на християнската вяра.